# Anhui
Anhui (kin.: 安徽, pinyin: Ānhuī, što je kombinacija imena gradova Anqing i Huizhou) je kineska pokrajina na istoku Narodne Republike Kine. Površina pokrajine je 139.400 četvornih kilometara gdje je živilo 59,5 milijuna stanovnika 2010. godine. Glavni grad je Hefei. 

## Zemljopis
Anhui leži u dolinama kroz koje protječu rijeke Yangtze i Huai He, dok potonja pripada Velikoj kineskoj nizini. Na jugozapadu pokrajine su planine, među kojima je najpoznatija i najviša Huang Shan s 1.873 metara visine. Najveće jezero, Chao Hu, površine oko 800 km², nalazi se u samom središtu pokrajine.
Klima Anhuija je između umjerene i suptropske, s tim da je sjever umjereniji s jasnijim godišnjim dobima, dok jug obiluje padalinama u lipnju i srpnju, što može dovesti do čestih poplava.

## Povijest
Pokrajina Anhui osnovana je u 17. stoljeću, a sve do tada je sjeverni Anhui bio pod kulturnim utjecajem Henana, a južni dio Hubeija i Jiangsua. Brdoviti jugoistočni Anhui je povijesno tvorio jedinstven i izvoran kulturni krug. Tako je tijekom Razdoblja zaraćenih država (475. pr. Kr.-221. pr. Kr.) grad Shouchun u središtu Anhuija postao prvom prijestolnicom kraljevstva Chu.
Anhui je u Kineskom carstvu bio pod zapovjedništvom raznih vojskovođa, poput Yuan Shua koji je vladao svojim kraljevstvom iz Shouchuna netom prije nego što ga je porazio Cao Cao, osnivač kraljevstva Cao Wei (220. – 280.), jednog od povijesna Tri kraljevstva.
Tijekom burnog 4. stoljeća kada su sjeverom harali nomadski narodi, a na jugu se vodile frakcijske borbe, Anhui se našao na mjestu stoljetne podijele na sjevernu i južnu Kinu. Tako se na ovim prostorima odigrala sudbonosna Bitka kod Feishuija, između sjeverne dinastije Raniji Qin i južne dinastije Jin, 383 god.
Uslijedile su relativno mirne godine pod dinastijama Sui (581. – 618.) i Tang (618. – 907.), dok je tijekom sjevernjačke džurdžijske dinastije Jin i južne dinastije Sung Anhui opet bio podijeljen između sjevera i juga, ovaj put duž rijeke Huai He. 
Dinastija Ming, sa sjedištem u obližnjem Nanjingu u susjednoj pokrajini Jiangsu, upravljali su Jiangsuom i Anhuijem kao „područjem pod izravnom upravom dvora”, Nanzhili (南直隸, „južna izravna uprava”). Dinastija Qing je to promijenila podijelivši Nanzhili na samostalne pokrajine Jiangsu i Anhui 1666. god.
Sjedište pokrajine se premjestilo iz Anqinga u Hefei 1946. god., a kada je osnovana NR Kina 1949. god., Anhui je nakratko bio podijeljen u dvije pokrajine, Wanbei na sjeveru i Wannan na jugu, koje su se ponovno spojile 1952. god.

## Znamenitosti
Huang Shan, jedna od svetih planina Kine, najslavnija je po svojim slikovitim krajolicima jedinstveno oblikovanih granitnih vrhova, Huangshan borova i veličanstvenim oblacima iz kojih vire. Tako je Huang Shan često bio motivom tradicionalnog kineskog slikarstva i pjesništva, pa čak i moderne fotografije. Zbog toga je gorje Huang shan, poznato i kao „najljupkija planina Kine”, upisano na UNESCO-ov popis mjesta svjetske baštine u Aziji i Oceaniji, 1990. godine.
Također su 2000. god. upisana i „drevna sela Anhuija”: Xidi (西递 Xi'di, što znači „Zapadna postaja”) i Hongcun (宏村 Hóngcūn) kao „izvanredan primjer pred-urbanog naselja koja su tijekom stoljeća nestala ili su promijenjena. Njihov plan ulica, arhitektura građevina, ukrasi i integracija u kompleksni vodovodni sustav su jedinstveni sačuvani primjeri.”

## Upravna podjela
Pokrajina Anhui je podijeljena na 17 prefektura:
| Zemljovid              | #         | Naziv                   | Upravno sjedište       | Kinesko pismo Pinyin | Stanovništvo (2010.) |
| ---------------------- | --------- | ----------------------- | ---------------------- | -------------------- | -------------------- |
|                        |           |                         |                        |                      |                      |
| — Gradske prefekture — |           |                         |                        |                      |                      |
| 1.                     | Hefei     | Luyang (distrikt)       | 合肥市 Héféi Shì       | 7.457.000            |                      |
| 2.                     | Anqing    | Yingjiang (distrikt)    | 安庆市 Ānqìng Shì      | 5.311.000            |                      |
| 3.                     | Bengbu    | Longzihu (distrikt)     | 蚌埠市 Bèngbù Shì      | 3.164.000            |                      |
| 4.                     | Bozhou    | Qiaocheng (distrikt)    | 亳州市 Bózhōu Shì      | 4.851.000            |                      |
| 5.                     | Xuancheng | Xuanzhou (distrikt)     | 宣城市 Xuānchéng Shì   | 2.533.000            |                      |
| 6.                     | Chizhou   | Guichi (distrikt)       | 池州市 Chízhōu Shì     | 1.403.000            |                      |
| 7.                     | Chuzhou   | Langya (distrikt)       | 滁州市 Chúzhōu Shì     | 3.938.000            |                      |
| 8.                     | Fuyang    | Yingzhou (distrikt)     | 阜阳市 Fǔyáng Shì      | 7.600.000            |                      |
| 9.                     | Huaibei   | Lieshan (distrikt)      | 淮北市 Huáiběi Shì     | 2.114.000            |                      |
| 10.                    | Huainan   | Tianjia'an (distrikt)   | 淮南市 Huáinán Shì     | 2.334.000            |                      |
| 11.                    | Huangshan | Tunxi (distrikt)        | 黄山市 Huángshān Shì   | 1.359.000            |                      |
| 12.                    | Lu'an     | Jin'an (distrikt)       | 六安市 Lù'ān Shì       | 5.612.000            |                      |
| 13.                    | Ma'anshan | Yushan (distrikt)       | 马鞍山市 Mǎ'ānshān Shì | 2.304.000            |                      |
| 14                     | Suzhou    | Yongqiao (distrikt)     | 宿州市 Sùzhōu Shì      | 5.353.000            |                      |
| 15.                    | Tongling  | Tongguanshan (distrikt) | 铜陵市 Tónglíng Shì    | 724.000              |                      |
| 16.                    | Wuhu      | Jinghu (distrikt)       | 芜湖市 Wúhú Shì        | 3.443.000            |                      |

Prefekture Anhuija su podijeljene na 105 okružnih jedinica, od kojih 44 distrikta, 5 gradskih okruga i 56 okruga. Oni se nadalje dijele na 1.845 općina, i to 972 grada, 634 naselja, devet etničkih naselja i 230 poddistrikta.

## Gospodarstvo
Glavne gospodarske grane su poljoprivreda i eksploatacija i prerada željezne rude. Anhui je značajno siromašniji od svojih razvijenih istočnih susjeda, provincija Zhejiang i Jiangsu.

## Vanjske poveznice
- Službene stranice turističkog ureda pokrajine Anhui  Arhivirana inačica izvorne stranice od 16. studenoga 2019. (Wayback Machine)
- Gospodarski profil pokrajine Anhui na stranicama Hong Kong Trade Development Council (HKTDC) (engl.)
- Vodič kroz pokrajinu Anhui  Arhivirana inačica izvorne stranice od 14. studenoga 2011. (Wayback Machine) (engl.)